# Giovanni Lami
Pour les articles homonymes, voir Lami.
Giovanni Lami (né le 8 novembre 1697 à Santa Croce sull'Arno et mort le 6 février 1770  à Florence) est un bibliothécaire, historien de l'Église, professeur d'université et antiquaire italien. Son chef-d'œuvre est le Deliciae eruditorum, en 18 volumes, qui comprend un pot-pourri d'informations sur l'Antiquité.

## Biographie
Giovanni Lami naît à Santa Croce sull'Arno en 1697. Il étudie à l'université de Pise, où il est reçu docteur en droit en 1719.
Il est ensuite préfet de la Biblioteca Pallavicini à Gênes et plus tard président de la bibliothèque Riccardiana à Florence. Il obtient ensuite la charge de professeur en histoire ecclésiastique à l'université de Florence ; il est aussi nommé théologien et conseiller des souverains de Toscane.
Giovanni Lami meurt en 1770 à Florence. Il est inhumé dans la basilique Santa Croce de Florence.
Son chef-d'œuvre est le Deliciae eruditorum, un ouvrage de 18 volumes qui comprend un pot-pourri d'informations sur l'Antiquité publié à Florence sur plusieurs décennies. C'est le premier antiquaire à décrire les manuscrits byzantins Minuscule 201 (en), Minuscule 362 (en) et Minuscule 370 (en).
Giovanni Lami fut l'un des fondateurs en 1740 des Novelle Letterarie de Florence, et son principal rédacteur jusqu'à sa mort.

## Œuvres
- Deliciae eruditorum, Florence, 1736–69
- De eruditione Apostolorum, Florence, 1738 ([lire en ligne])
- Lezioni di antichità toscane, Florence, 1766

On lui doit un Memorabilia sur les hommes illustres de son époque. Il a rédigé plusieurs ouvrages en histoire et en philologie.

## Crédit d'auteurs
- (en) Cet article est partiellement ou en totalité issu de l’article de Wikipédia en anglais intitulé « Giovanni Lami » (voir la liste des auteurs).